# Nitrica
Nitrica (em húngaro: Rákosvölgyudvarnok) é um município da Eslováquia, situado no distrito de Prievidza, na região de Trenčín. Tem 24,03 km² de área e sua população em 2018 foi estimada em 1.224 habitantes.

## Demografia
| Ano:        | 1994 | 2004   | 2014   | 2024   |
| ----------- | ---- | ------ | ------ | ------ |
| Broj ljudi: | 1219 | 1260   | 1223   | 1151   |
| Razlika:    |      | +3,36% | -2,93% | -5,88% |

| Ano:               | 2023 | 2024   |
| ------------------ | ---- | ------ |
| Número de pessoas: | 1166 | 1151   |
| Diferença:         |      | -1,28% |